# Thập giá Đích thực

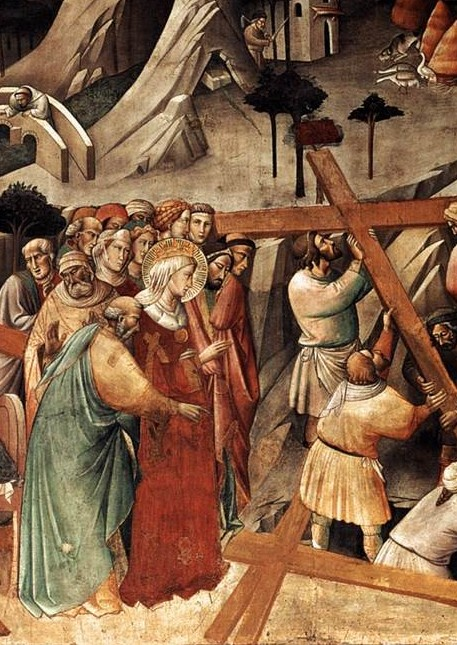
Tranh của Agnolo Gaddi, Florence, 1380. Miêu tả sự kiện tìm ra Thập giá Đích thực.

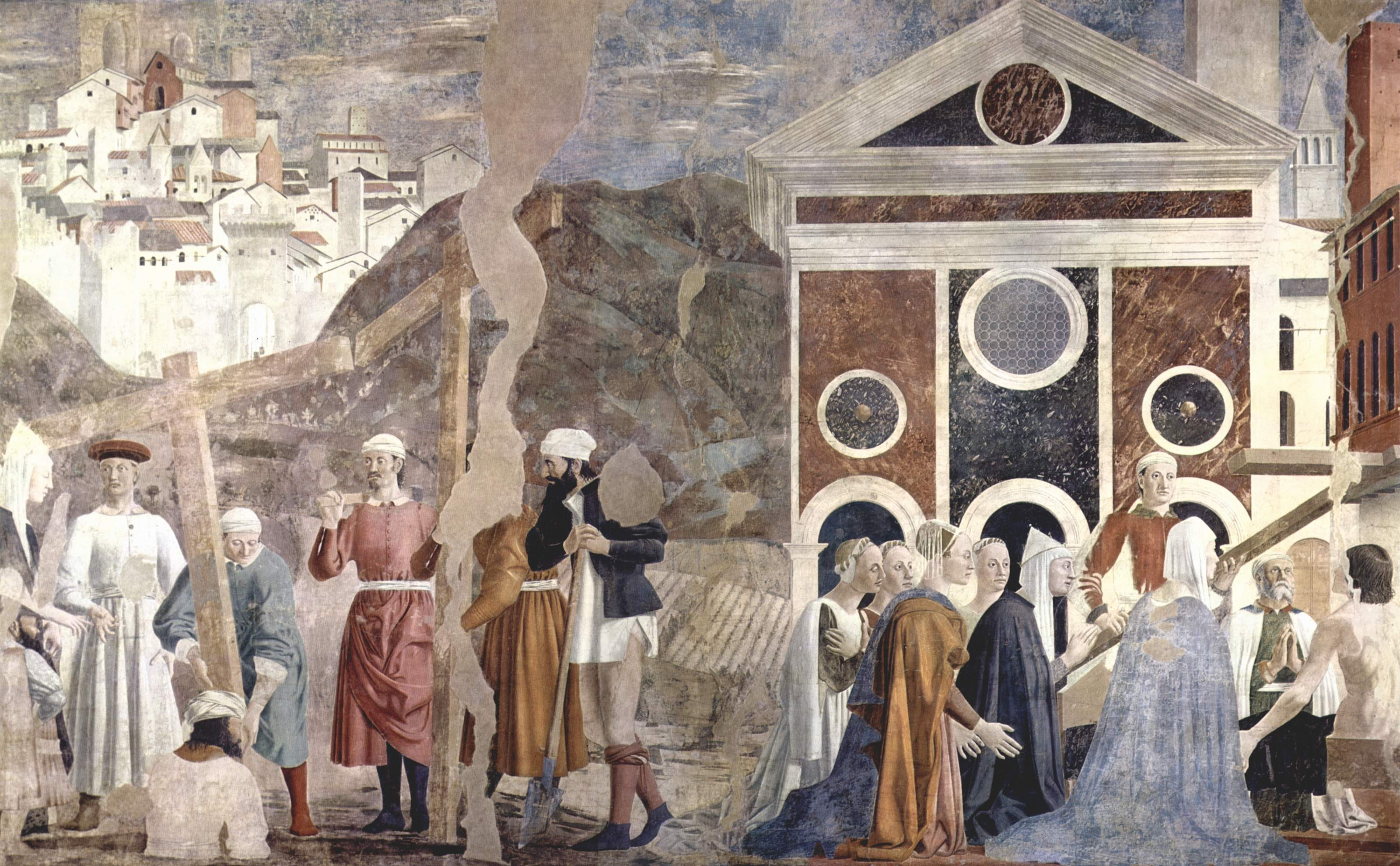
Tranh tường tại Nhà thờ San Franceso, Arezzo do Piero della Francesca vẽ, miêu tả cảnh khai quật Thập giá Đích thực và cảnh một người bị thương được chữa lành bởi Thập giá.

Theo truyền thống của Kitô giáo, Thập giá Đích thực (Vera Croca) là cây thập giá được dùng để đóng đinh Chúa Giêsu.
Theo các sử gia Kitô sống sau thời đại của bảy công đồng đại kết đầu tiên, ví dụ như Socrates Scholasticus, thì người tìm ra Thập giá Đích thực là hoàng thái hậu Đông La Mã Helena, mẹ của vua Constantinus I - hoàng đế La Mã đầu tiên theo Kitô Giáo. Việc này xảy ra khi Hoàng hậu Helena làm một chuyến du hành đến vùng Đất Thánh trong khoảng năm 326-328, cho xây dựng các nhà thờ và thành lập các cơ sở tôn giáo cho người nghèo. Các sử gia như Gelasius của Caesarea và Tyrannius Rufinus khẳng định rằng hoàng thái hậu đã phát hiện ra nơi chôn giữ ba cây Thập Giá đóng đinh Chúa Giêsu và hai người ăn trộm trong buổi hành hình, và cũng nói rằng một phép lạ hiện ra để minh chứng đó đúng là thập giá đóng đinh Đức Giêsu.
Nhiều nhà thờ đã lưu giữ các mẩu gỗ được cho là những mảnh còn sót lại của Thập giá Đích thực. Tính xác thực của chúng, tuy nhiên, không phải nhà thờ hay hội thánh nào cũng công nhận, đã có những ý kiến mỉa mai rằng tại sao có quá nhiều mẩu gỗ được xưng là thập giá của Đức Giêsu và cho rằng số gỗ nhiều như thế là vô lý. Một số tín hữu Kitô cũng nghi ngờ tính xác thực xung quanh câu chuyện phát hiện ra Thập giá này. Giáo hội Công giáo Rôma và Giáo hội Chính thống giáo Đông phương chấp nhận niềm tin về câu chuyện Thập giá Đích thực là một phần của truyền thống Kitô thời sơ khai. Hai giáo hội này cùng với Anh Giáo cũng xem hoàng thái hậu Helena là thánh.

## Ghi chép

### Eusebius
Eusebius của Caesarea trong tác phẩm "Cuộc đời của Constantinus" (Vita Constantini) viết rằng mộ của Chúa Giêsu ban đầu bị bao phủ bởi một lớp đất và phía trên nó là đền thờ của thần Vệ Nữ. Eusebius không nói gì nhiều về ngôi đền này, nhưng có lẽ được xây lên vào năm 135 khi hoàng đế Hadrianus tổ chức xây dựng lại thành phố Jerusalem thành thuộc địa kiểu La Mã với tên mới là Aelia Capitolina sau khi Jerusalem bị tàn phá trong các cuộc khởi nghĩa năm 70 và năm 132. Sau khi cải sang đạo Kitô, hoàng đế Constantinus I hạ lệnh khai quật khu vực này và yêu cầu giám mục Macarius của Jerusalem xây dựng một nhà thờ tại nơi mộ Chúa Giêsu. Tuy nhiên Eusebius không nói gì về việc tìm ra Thập Giá Đích thực.

### Socrates Scholasticus
Socrates Scholasticus (sinh năm 380), trong tác phẩm "Lịch sử Giáo hội" (Historia Ecclesiastica) đã miêu tả về việc phát hiện ra Thập Giá Đích thực, các ghi chép của Socrates về sau được Sozomenus và Theodoret sử dụng lại. Socrates viết rằng hoàng thái hậu Helena, mẹ của vua Constantinus I, đã cho phá hủy đền thờ thần Vệ Nữ và khai quật khu vực mộ Giêsu, tại đó người ta tìm ra 3 chiếc thập giá và một mẩu vật được gọi là "tiêu đề thập giá" (Titulus Crucis). Sau đó giám mục Macarius đặt 3 chiếc thập giá trước một phụ nữ bệnh nặng đang hấp hối, bà này chạm tay vào chiếc thập giá thứ ba và được chữa lành bệnh. Đây được cho là phép lạ chứng minh chiếc thập giá đó là dùng để đóng đinh Giêsu. Socrates cũng viết là người ta còn tìm thấy những chiếc đinh được dùng để đóng Giêsu lên thập giá trong buổi hành hình. Những chiếc đinh đã được hoàng thái hậu Helena gửi về kinh đô Constantinopolis, và chúng được cài vào mũ miện của hoàng đế cùng với cương ngựa của ông ta.

### Sozomenus
Sozomenus (mất năm 450) ghi chép trong tác phẩm Lịch sử giáo hội gần giống với Socrates. Ông bổ sung là có người nói rằng mộ Chúa Giêsu được phát hiện ra bởi một người Do Thái sống ở miền Đông và anh này lấy thông tin từ các tài liệu truyền lại từ tổ tiên, tuy nhiên bản thân Sozomenus không tin lắm vào chuyện này, ông cũng viết rằng một người chết đã sống lại khi chạm vào Thập giá. Các phiên bản sau đó của câu chuyện này kể rằng người Do thái đó tên là Giu-đe hay Giu-đa, về sau anh ta cải sang đạo Kitô và nhận cái tên mới là Kyriakos.

### Theodoret
Theodoret (mất năm 457) có đề cập đến việc tìm ra Thập giá Đích thực trong chương XVII của cuốn "Lịch sử Giáo hội" của ông. Những ghi chép của Theodoret được cho là phiên bản chính thức về sự kiện tìm ra Thập giá.
Theo Theodoret, hoàng thái hậu Helena đã cho phá bỏ ngôi đền đa thần giáo xây tại khu vực Đức Giêsu bị hành hình và khai quật khu nền đất tại đó và tìm ra mộ Chúa Giêsu. Trong lúc khai quật người ta tìm thấy 3 chiếc thập giá chôn gần ngôi mộ, chúng được cho là những thập giá dùng để hành hình Chúa Giêsu và 2 người ăn trộm, tuy nhiên không ai biết trong 3 chiếc thập giá đó cái nào là của Giêsu. Để tìm ra thập giá của Giêsu, Giám mục Marcius của Jerusalem đã cho một người phụ nữ chạm tay vào các thập giá này và một trong ba thập giá đã chữa lành bệnh cho bà ta. Cây Thập Giá chữa lành bệnh cho người phụ nữ được cho là Thập Giá đóng đinh Chúa Giêsu.
Cùng với các thập giá, người ta cũng tìm thấy những chiếc đinh dùng để hành hình Chúa Giêsu. Các di vật được hoàng thái hậu Helena đưa về kinh đô Constantinopolis. Theodoret ghi chép là một phần thập giá được đưa đến Hoàng cung trong khi phần còn lại được cất giữ trong các hộp bằng bạc và giao cho giám mục của thành phố coi giữ.
Các sử gia cho rằng những ghi chép về Thập Giá Đích thực ít nhiều có phần hư cấu và ngụy tạo. Tuy nhiên sự kiện xác thực chắc chắn đó là Nhà thờ Mộ Thánh đã được xây lêb vào năm 335, và vào thập niên 340 thì các di vật được cho là một phần của Thập giá Đích thực đã được thờ tại đây theo như ghi chép của Cyrillus xứ Jerulasem trong sách "Giáo lý Kitô".

## Hình ảnh

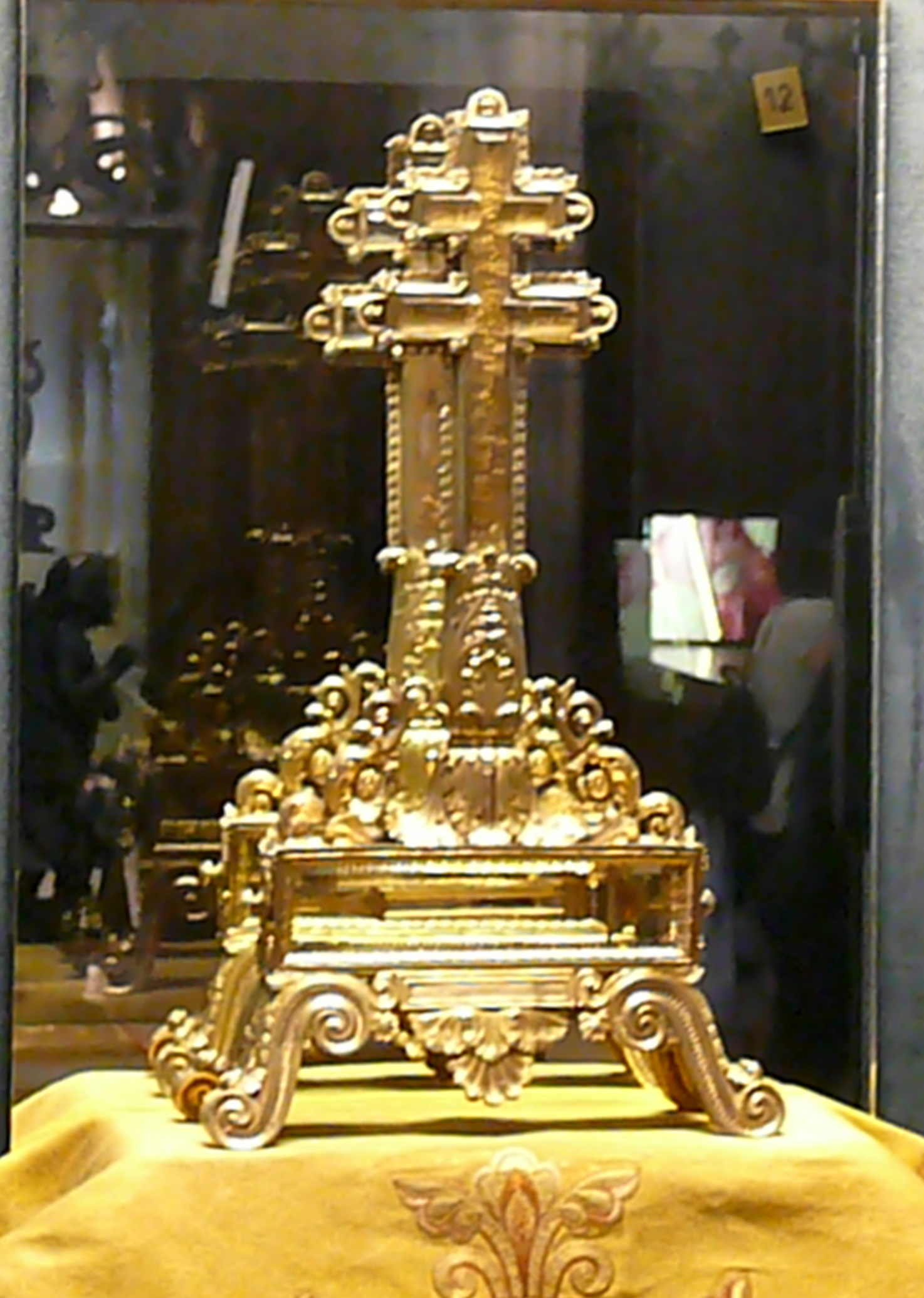
Hộp đựng di vật được cho là một phần của Thập giá Đích thực được thờ tại Nhà thờ Đức bà Paris.
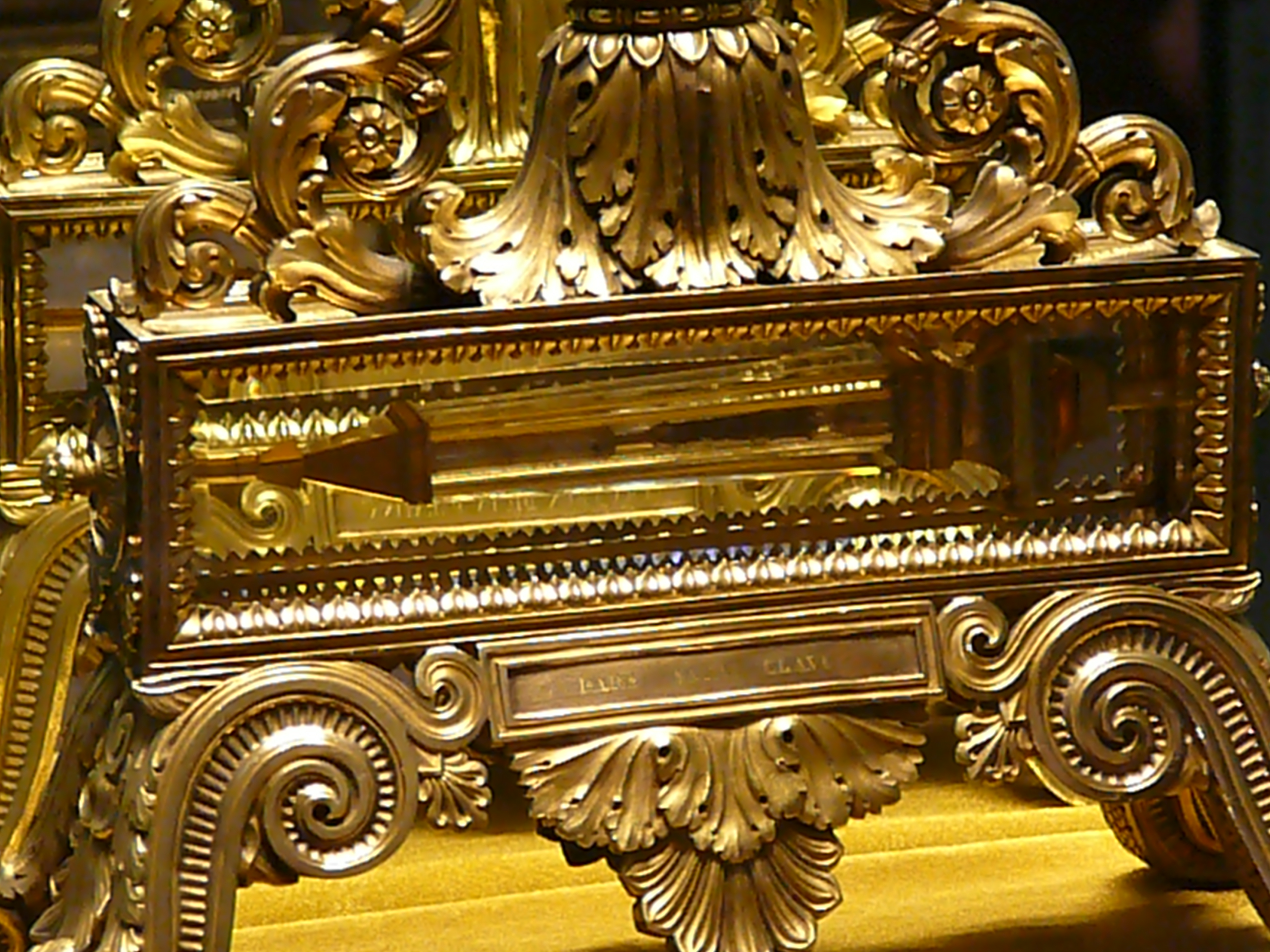
Hình chụp cận cảnh phần chân đế của hộp đựng.
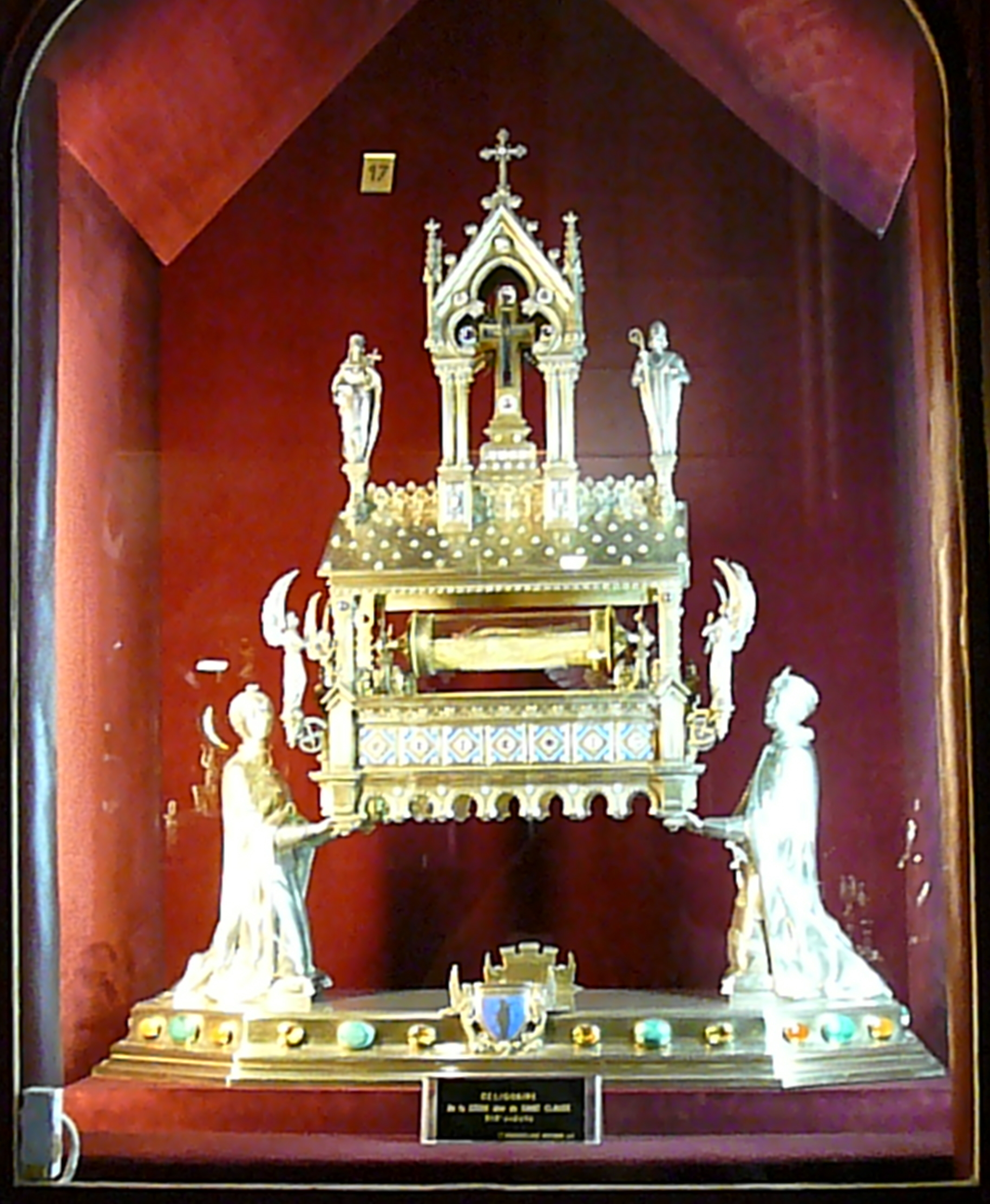
Di vật được cho là mẩu gỗ của Thập giá Đích thực và một chiếc đinh đóng chúa Giêsu trưng bày tại Nhà thờ Đức bà Paris.
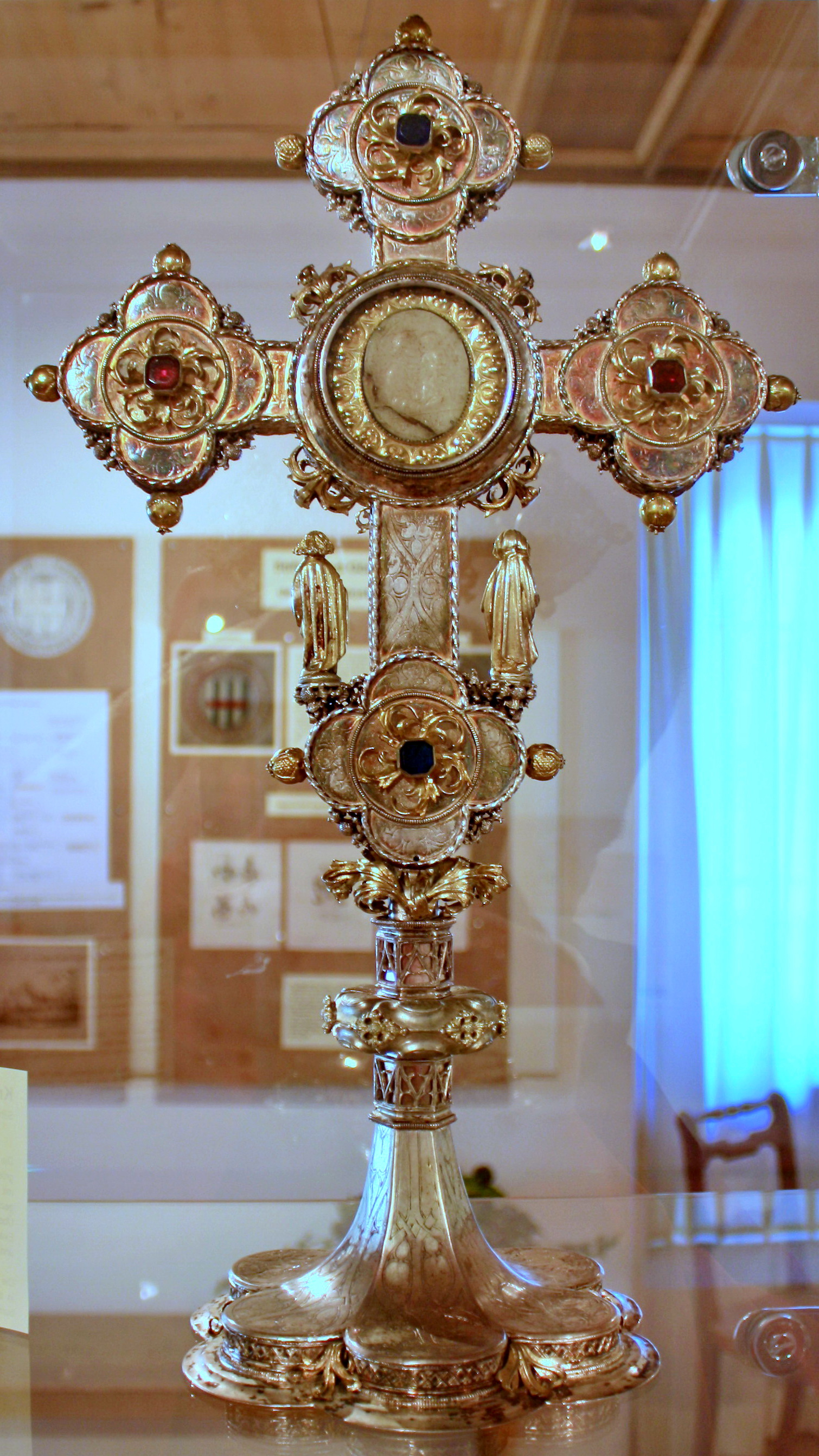
Di vật trưng bày tại tu viện Rüti ở Thụy Sĩ Switzerland.
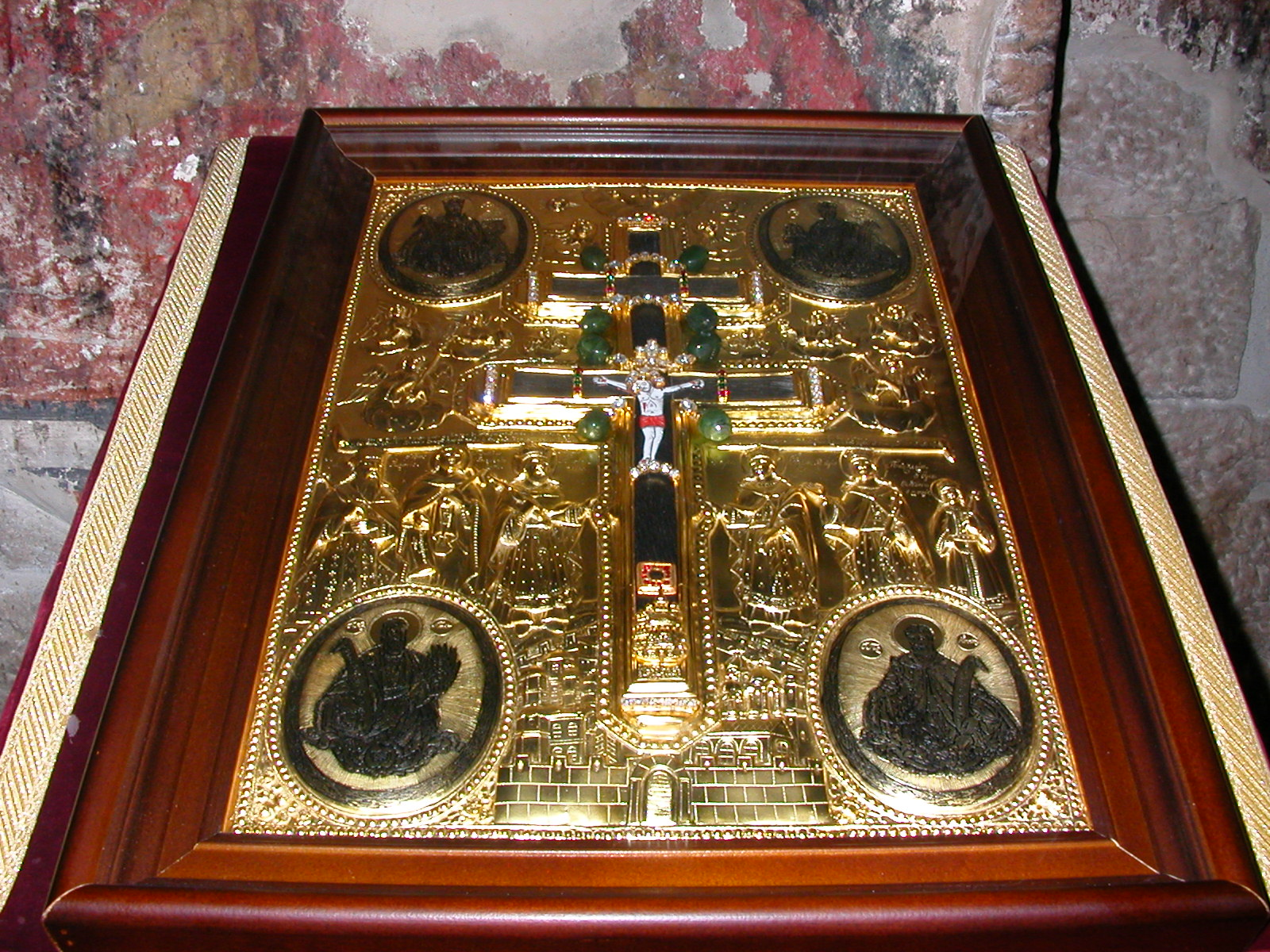
Di vật trưng bày tại Visoki Dečani, Serbia.